# Petit Pingouin
« Alca » redirige ici. Pour l’article homophone, voir ALCA.
Alca torda
Pour les articles homonymes, voir Pingouin (homonymie).
Genre
Espèce
Statut de conservation UICN

 LC  : Préoccupation mineure
Le Petit Pingouin, appelé également Pingouin torda (Alca torda) est une espèce d'oiseaux de la famille des alcidés. C'est le seul représentant du genre Alca. Seul pingouin subsistant depuis la disparition du Grand Pingouin en 1844, il est présent en Manche et de l’Atlantique Nord jusqu'en mer de Barents, et également en Méditerranée occidentale.

## Morphologie
Les adultes sont noirs sur le dos et blancs sur le ventre, la poitrine est brun-noir. Le bec est de couleur noire, et porte une à plusieurs rayures transversales grises et une rayure transversale blanche ; la commissure des lèvres est jaune. Une autre rayure blanche part de la base du bec et s’allonge longitudinalement jusqu'à l’œil, qui est de couleur noire. Une rayure blanche traverse aussi le bout des ailes. En hiver, leur tête devient blanche. Ils mesurent de 39 à 48 cm, poids de 500 à 750 g (poids moyen de 700 grammes), et ont une envergure de 63 à 68 cm. Leur durée de vie est de 13 à 18 ans.

## Comportement

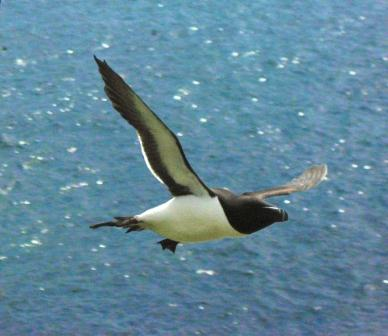
Petit Pingouin en vol.

### Alimentation
L’alimentation du petit pingouin est exclusivement halieutique. Ils pêchent sous l’eau des poissons comme le lançon, le hareng et le capelan, mais également des crustacés et parfois des vers marins.
Le plongeon s’effectue exclusivement depuis la surface de l’eau, et jamais en vol. D’une durée d’environ une minute, il emmène le petit pingouin jusqu’à des profondeurs de 5 à 7 mètres, allant parfois jusqu’à 15 m. Sous l’eau, il poursuit ses proies en se propulsant avec ses ailes.

### Locomotion
Contrairement aux manchots, dont le nom en anglais de penguin les fait souvent confondre avec lui, le petit pingouin peut voler.
Les petits pingouins ne peuvent guère marcher sur leurs pattes, qui reposent sur leurs tarses et sont placées très en arrière du tronc, ce qui n'est guère adapté à la locomotion terrestre. Les adultes restent souvent tout au bord de leurs plongeoirs surplombant la mer, d’où ils se laissent tomber en voletant pour aller pêcher sous l’eau.
Courtes et arrondies, leurs ailes ont une conformation plus adaptées pour les essors vifs et le plus souvent brefs, sans vol glissé ni plané, car ils sont trop pesant pour leur surface de voilure. Ils parviennent cependant à parcourir de longues distances[réf. nécessaire].
Sous l’eau, le Petit Pingouin utilise la conformation de ses ailes à son avantage : il atteint des profondeurs inaccessibles aux mouettes et goélands, utilisant alors ses ailes comme des nageoires.

### Relations inter et intraspécifiques
Le petit pingouin niche principalement en colonies, souvent côte à côte avec le guillemot de Troïl. Il est même suspecté que des hybridations entre ces deux espèces pourraient être observées, quand les périodes de reproduction se chevauchent.

### Reproduction

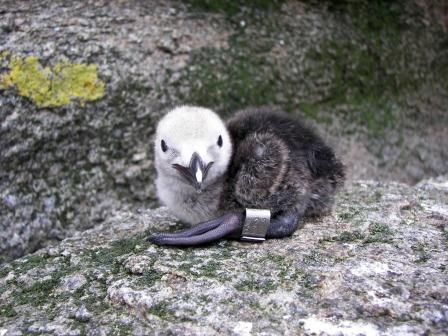
Poussin de Petit Pingouin.

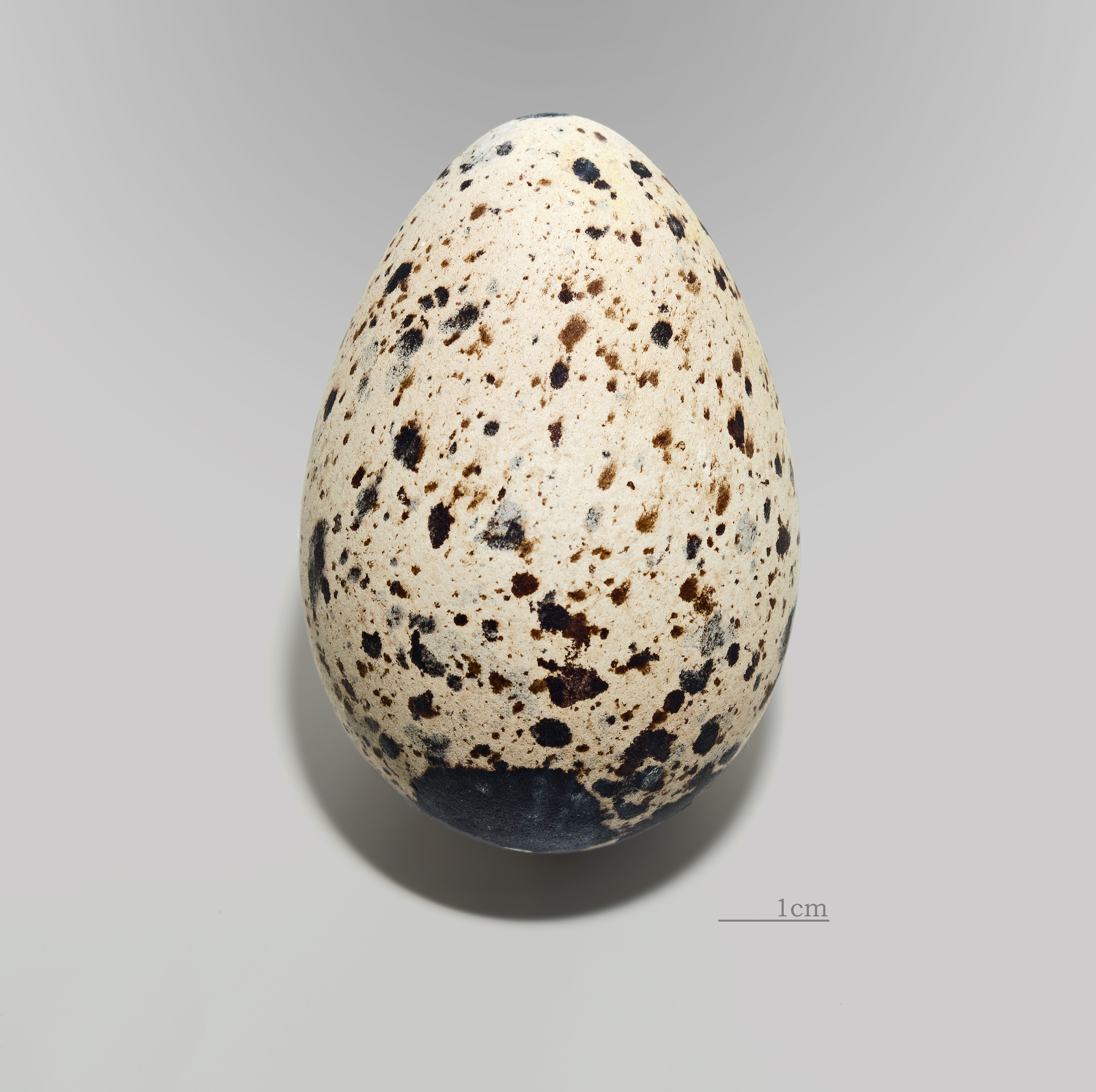
Œuf de Petit Pingouin au muséum de Toulouse.

Le nid se retrouve sur le bord de falaises ou dans des crevasses. Il est composé majoritairement de gravier ou de petits cailloux, pour favoriser le drainage ; parfois, il y a ajout de végétation. 
L’œuf unique, gris avec des taches sombres, est pondu entre la mi-mai et la fin juin à même la roche. Il est piriforme, comme celui du Guillemot de Troïl, afin d’éviter qu'il roule et tombe de la falaise.
La période de couvaison dure d’août à février[réf. nécessaire]. Les parents couvent à tour de rôle pendant 26 à 32 jours. Après l’éclosion, le petit est nourri par ses parents de poissons, mollusques et crustacés. L’oisillon gagne la mer vers l’âge de 8 semaines[réf. nécessaire]. Adultes, ils reviennent où ils sont nés pour trouver leur partenaire après avoir passé 2 ou 3 ans à courir les océans[réf. nécessaire].

## Répartition et habitat
Ces oiseaux, qui passent la majorité de l’année dans l’océan Atlantique, nichent sur des falaises ou des côtes rocheuses de l’Atlantique nord. On les trouve le long des côtes de l’Amérique du Nord jusqu'au Maine, en Islande et en Europe, de la Russie du Nord-Ouest jusqu'au Nord de la France.

Les oiseaux d’Amérique du Nord migrent en hiver jusqu'en Nouvelle-Angleterre, alors que ceux d’Europe sont, pour beaucoup, sédentaires (certains vont jusqu'en Méditerranée occidentale).

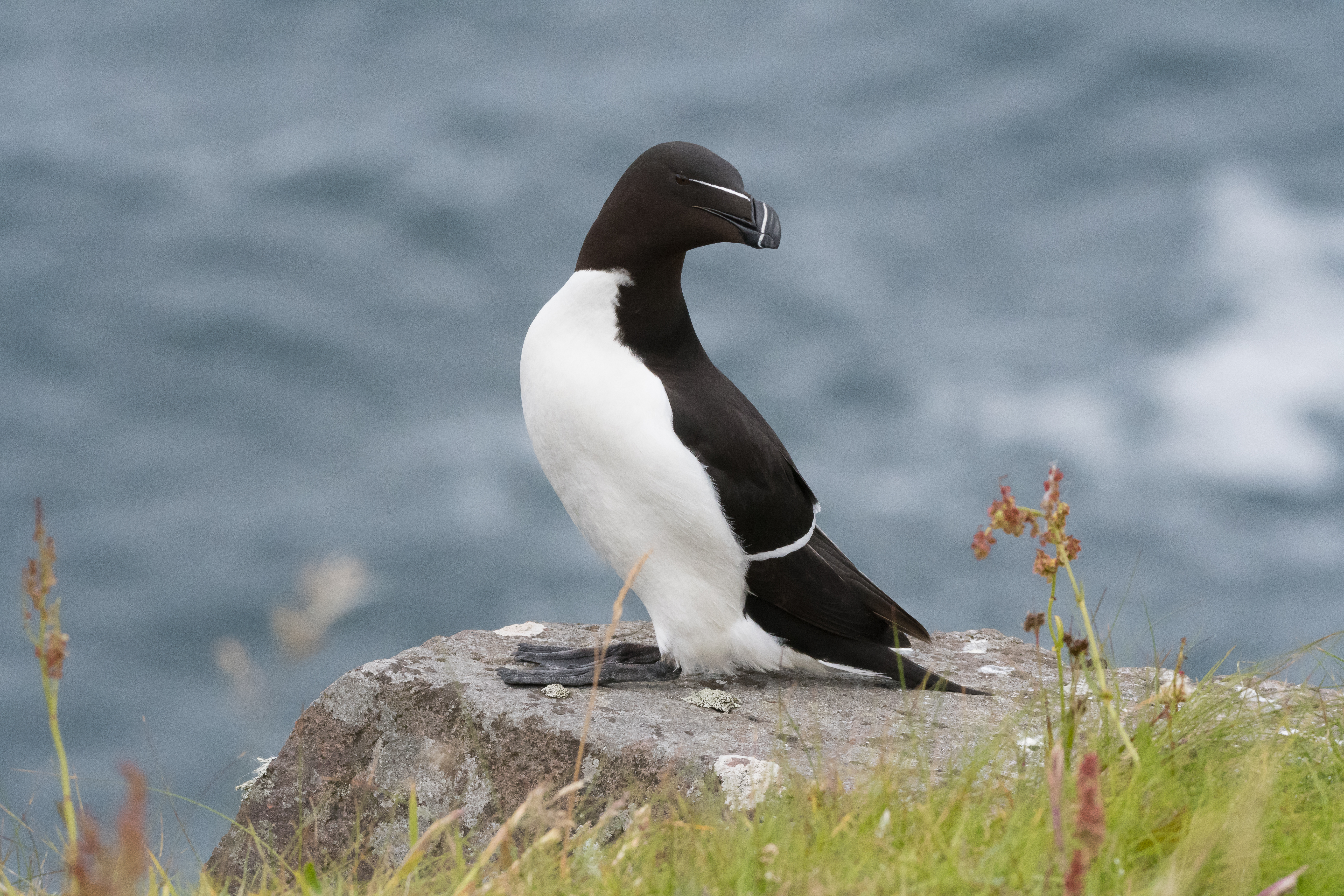
Alca torda.

## Systématique
L’espèce a été décrite par le naturaliste suédois Carl von Linné en 1758.

### Taxinomie
D'après la classification de référence (version 14.1, 2024) de l'Union internationale des ornithologues, le Petit Pingouin possède 2 sous-espèces (ordre philogénique) :
- Alca torda torda (Linnaeus, 1758);
- Alca torda islandica (Brehm, CL, 1831).

## Le Petit Pingouin et l’Homme

### Statut et protection
Menaces
Comme les autres oiseaux plongeurs de surface (c'est-à-dire qui plongent depuis la surface), le Petit Pingouin est particulièrement vulnérable aux marées noires ou aux dégazages. En Europe, il est aussi menacé par la diminution des ressources alimentaires.

### Évolution des populations

#### Au niveau européen
Les populations européennes étaient en 2004 soit stables, soit en augmentation dans tous les pays où elles nichent, sauf en France. On estime que leurs effectifs étaient alors compris entre 430 000 et 770 000 couples, dont une grande partie niche en Islande (de 247 000 à 548 000 couples) et au Royaume-Uni (126 000 couples).
En France
Les populations françaises de Petits Pingouins ont subi une diminution très importante au cours des cinquante dernières années. Ces populations, qui ne vivent qu'en Bretagne, sont passées de 500 couples dans les années 1960 à moins d’une trentaine de couples en 2006. De fait, cette espèce est inscrite sur la liste rouge des espèces menacées en France dans la catégorie CR (en danger critique).